# Ludwigseisenbahn
| |                      |                                       |                                       |
| Streckenlänge: | 6,030 km             |                                       |                                       |
| Spurweite: | 1435 mm (Normalspur) |                                       |                                       |
| Maximale Neigung: | 1,9 ‰                |                                       |                                       |
| Minimaler Radius: | 204 m                |                                       |                                       |
| |                      |                                       |                                       |
| \| \| 0,00 \| Nürnberg Ludwigsbahnhof \| Nürnberg Ludwigsbahnhof \| \| \| 1,90 \| Nürnberg-West \| Nürnberg-West \| \| \| 3,20 \| Ringbahn \| Ringbahn \| \| \| 3,30 \| Muggenhof \| Muggenhof \| \| \| 3,90 \| Fürther Kreuzung Ludwig-Süd-Nord-Bahn \| Fürther Kreuzung Ludwig-Süd-Nord-Bahn \| \| \| 4,10 \| Ludwig-Donau-Main-Kanal \| Ludwig-Donau-Main-Kanal \| \| \| 5,10 \| Fürth-Ost \| Fürth-Ost \| \| \| 6,03 \| Fürth Ludwigsbahnhof \| Fürth Ludwigsbahnhof \| \| \| \| \| \| \| Quellen: [2][3][4][5] \| \| \| \| |                      |                                       |                                       |
| Kopfbahnhof Streckenanfang (Strecke außer Betrieb) | 0,00                 | Nürnberg Ludwigsbahnhof               | Nürnberg Ludwigsbahnhof               |
| Bahnhof (Strecke außer Betrieb) | 1,90                 | Nürnberg-West                         | Nürnberg-West                         |
| Kreuzung geradeaus unten (Strecken außer Betrieb) | 3,20                 | Ringbahn                              | Ringbahn                              |
| Haltepunkt / Haltestelle (Strecke außer Betrieb) | 3,30                 | Muggenhof                             | Muggenhof                             |
| ehemaliger Turmbahnhof (Strecke geradeaus außer Betrieb) | 3,90                 | Fürther Kreuzung Ludwig-Süd-Nord-Bahn | Fürther Kreuzung Ludwig-Süd-Nord-Bahn |
| Brücke über Wasserlauf (Strecke außer Betrieb) | 4,10                 | Ludwig-Donau-Main-Kanal               | Ludwig-Donau-Main-Kanal               |
| Haltepunkt / Haltestelle (Strecke außer Betrieb) | 5,10                 | Fürth-Ost                             | Fürth-Ost                             |
| Kopfbahnhof Streckenende (Strecke außer Betrieb) | 6,03                 | Fürth Ludwigsbahnhof                  | Fürth Ludwigsbahnhof                  |
| |                      |                                       |                                       |
| Quellen: |                      |                                       |                                       |

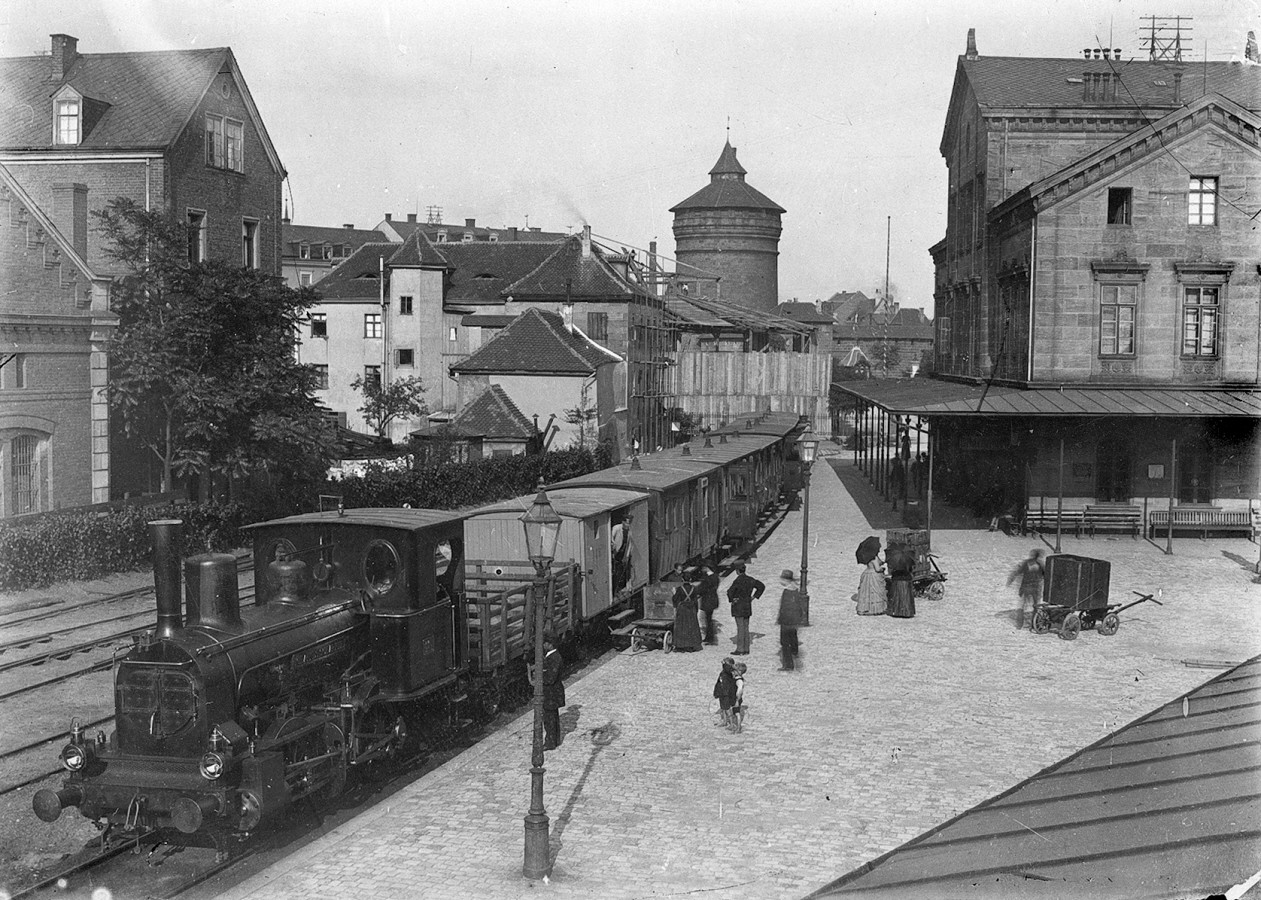
Nürnberger Ludwigsbahnhof (1870)

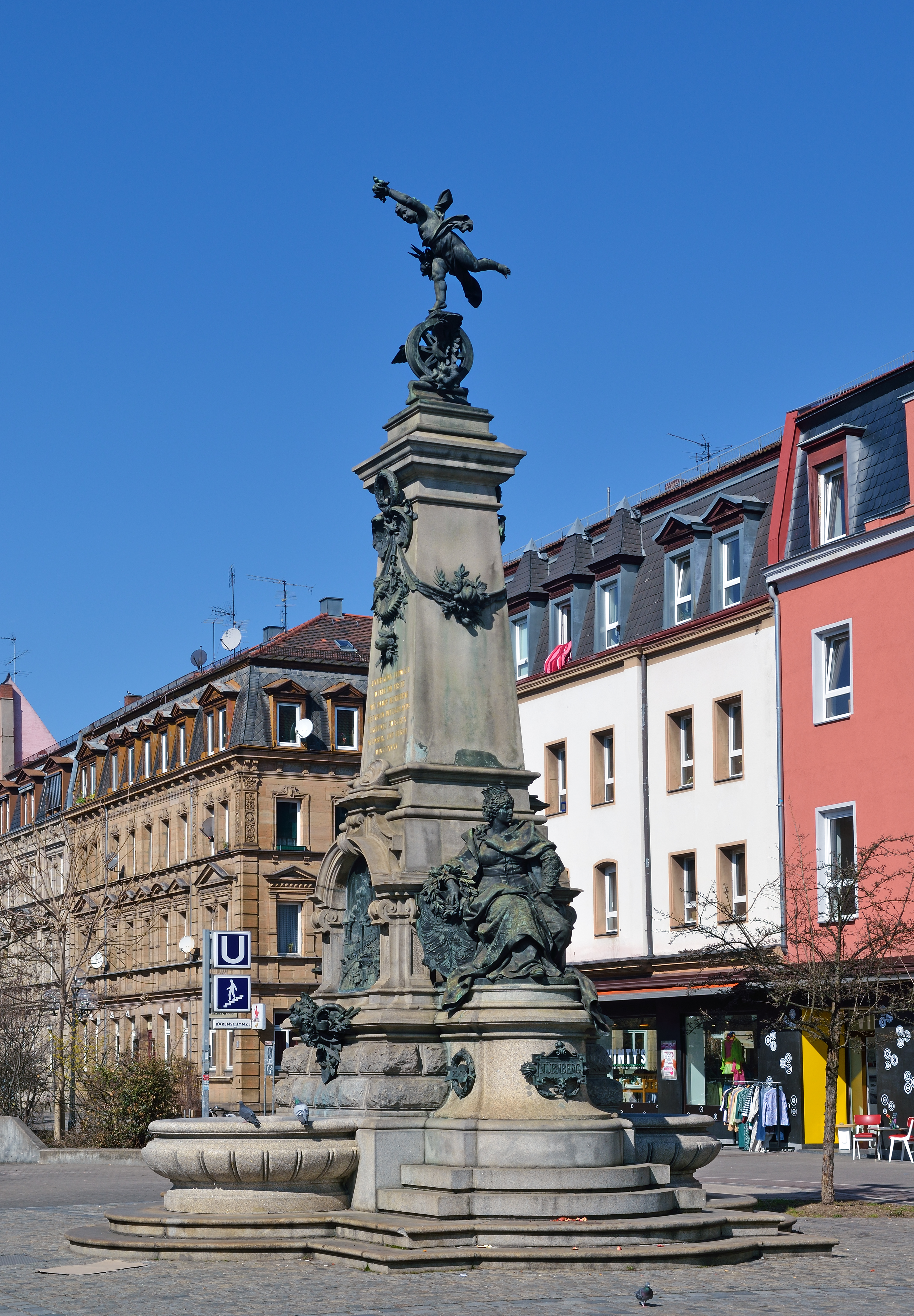
Ludwig-Eisenbahn-Denkmal zur Erinnerung an die erste deutsche Eisenbahn Nürnberg-Fürth

Die Königlich privilegierte Ludwigs-Eisenbahn-Gesellschaft mit Sitz in Nürnberg erhielt am 19. Februar 1834 die königlich bayerische Konzession zum Bau einer Eisenbahnstrecke zwischen Nürnberg und Fürth. Die Eröffnungsfahrt fand am 7. Dezember 1835 statt, womit in Deutschland die erste mit Lokomotiven betriebene Eisenbahn fuhr.
Die parallel verlaufende Strecke der Straßenbahn Nürnberg wurde 1881 eröffnet. Sie machte der Ludwigseisenbahn Konkurrenz und wurde 1896 elektrifiziert. Dies und die Inflation seit 1914 trugen dazu bei, dass der Bahnverkehr am 31. Oktober 1922 eingestellt wurde. Seit 1985 verbindet die Linie U1 der U-Bahn Nürnberg Nürnberg und Fürth. Die Bahntrasse verläuft fast vollständig entlang der Trasse der Ludwigsbahn.

## Vorgeschichte
Die ersten Nachrichten aus England über die Planung von Eisenbahnen erregten in Deutschland großes Aufsehen. Auch in Bayern, wo die Chaussee zwischen den bedeutenden fränkischen Handelsstädten Nürnberg und Fürth die am meisten frequentierte Straßenverbindung im Königreich war, wurden diese Nachrichten beachtet. Das galt auch für die Veröffentlichungen von Friedrich List über ein gesamtdeutsches Eisenbahnsystem und von Joseph von Baader, den der König Ludwig I. zu Studien nach England geschickt hatte. Nach einer Diskussion dieses Themas im Bayerischen Landtag gestattete Ludwig I. 1825 den Aufbau einer Versuchseisenbahn im Nymphenburger Schlosspark nach dem Baaderschen System. Als seine Aufforderung von 1828 an die fränkischen Kaufleute, den Bau einer Eisenbahnlinie zu beginnen, keine Aktivitäten hervorrief, entschied sich König Ludwig I. für sein Lieblingsprojekt, den Bau eines Kanals zwischen Donau und Main.

## Gründung

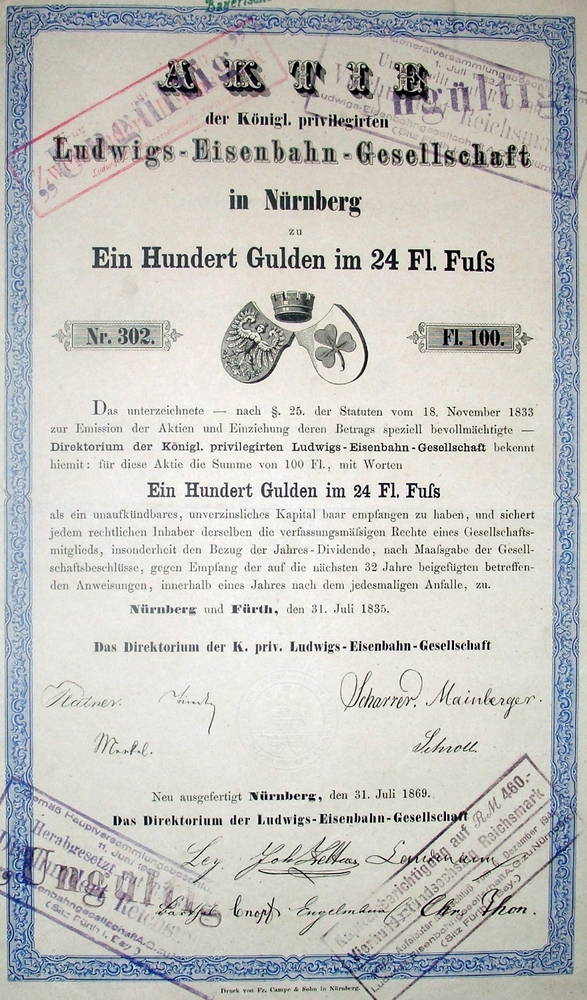
Aktie der Ludwigs-Eisenbahn-Gesellschaft, 1835/69

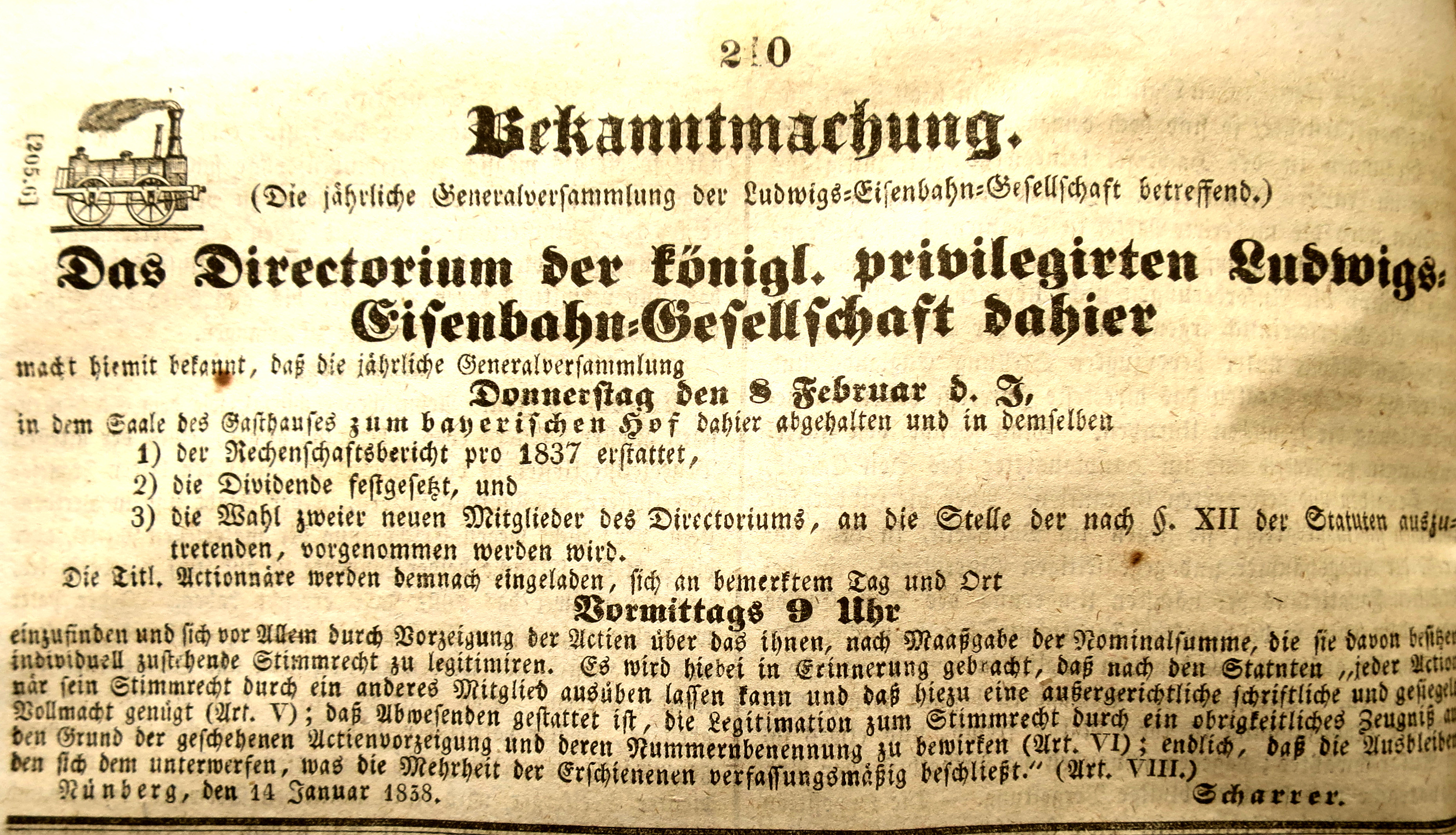
Aufruf zur Aktionärsversammlung 1838

Nachdem sich das Eisenbahnsystem in England (Stockton and Darlington Railway ab 1825) schon in den ersten Jahren bewährt hatte, entschlossen sich die fränkischen Kaufleute doch zum Bau einer Eisenbahnstrecke entlang der Nürnberg-Fürther Chaussee. Sie verschickten dazu am 14. Mai 1833 eine Einladung zur Gründung einer Gesellschaft für die Errichtung einer Eisenbahn mit Dampfkraft zwischen Nürnberg und Fürth an befreundete Geschäftshäuser und veröffentlichten sie in großen Tageszeitungen. Bald entstand die Bahngesellschaft.
Nach den Aufrufen begann die Aktienemission durch das Handelshaus Platner. Innerhalb von sechs Monaten erreichten die beiden Nürnberger Hauptinitiatoren, der Kaufmann und Marktvorsteher Georg Zacharias Platner und der Leiter des Polytechnikums (Vorläufer der heutigen Technischen Hochschule Nürnberg) Johannes Scharrer, die Zeichnung des veranschlagten Aktienkapitals in Höhe von 132.000 Gulden. Die dabei angekündigte Verzinsung des Kapitals von 12⅔ % wurde vielfach angezweifelt. Die Gesellschaft konnte 1836 aber schon eine Dividende von 20 % zahlen. Mit der Ausarbeitung eines ersten Entwurfs der Statuten der neuen Gesellschaft war der Jurist, Landrichter, Sachbuchautor, Schriftsteller und Aktionär Michael Ludwig Wellmer beauftragt worden, der bis 1835 Direktoriumsmitglied war.
Am 18. November 1833 erschienen 76 Anteilseigner des Aktienkapitals (von insgesamt 207 Aktionären, die Aktien in Höhe von 132.000 Gulden zeichneten) im oberen Saal des Nürnberger Rathauses und erklärten die Ludwigs-Eisenbahn-Gesellschaft in Nürnberg für gegründet. Beim Königshaus ersuchte die Ludwigseisenbahn-Gesellschaft (LEG) um ein Privileg für den Betrieb ihrer Bahnstrecke. Man beschränkte sich nicht auf die Strecke Nürnberg-Fürth, sondern bezog „eventuell“ das ganze Königreich ein, außerdem wurde eine „immerwährende Benützung derselben mit Ausschluss Dritter“ beantragt. Nicht nur als deutsche Versuchsstrecke sah die LEG die 6 Kilometer lange Bahntrasse, ja man ging davon aus, dass der Schienenstrang zukünftig gen Donau und Main erweitert werden würde. Solches genehmigte König Ludwig I. allerdings nicht, ebenso beschränkte er das Vorrecht auf 30 Jahre (beantragt waren 50) und erteilte am 19. Februar 1834 dann das Privileg. Ab nun hieß die Aktiengesellschaft Königlich privilegierte Ludwigs-Eisenbahn-Gesellschaft in Nürnberg.

## Bahnbau

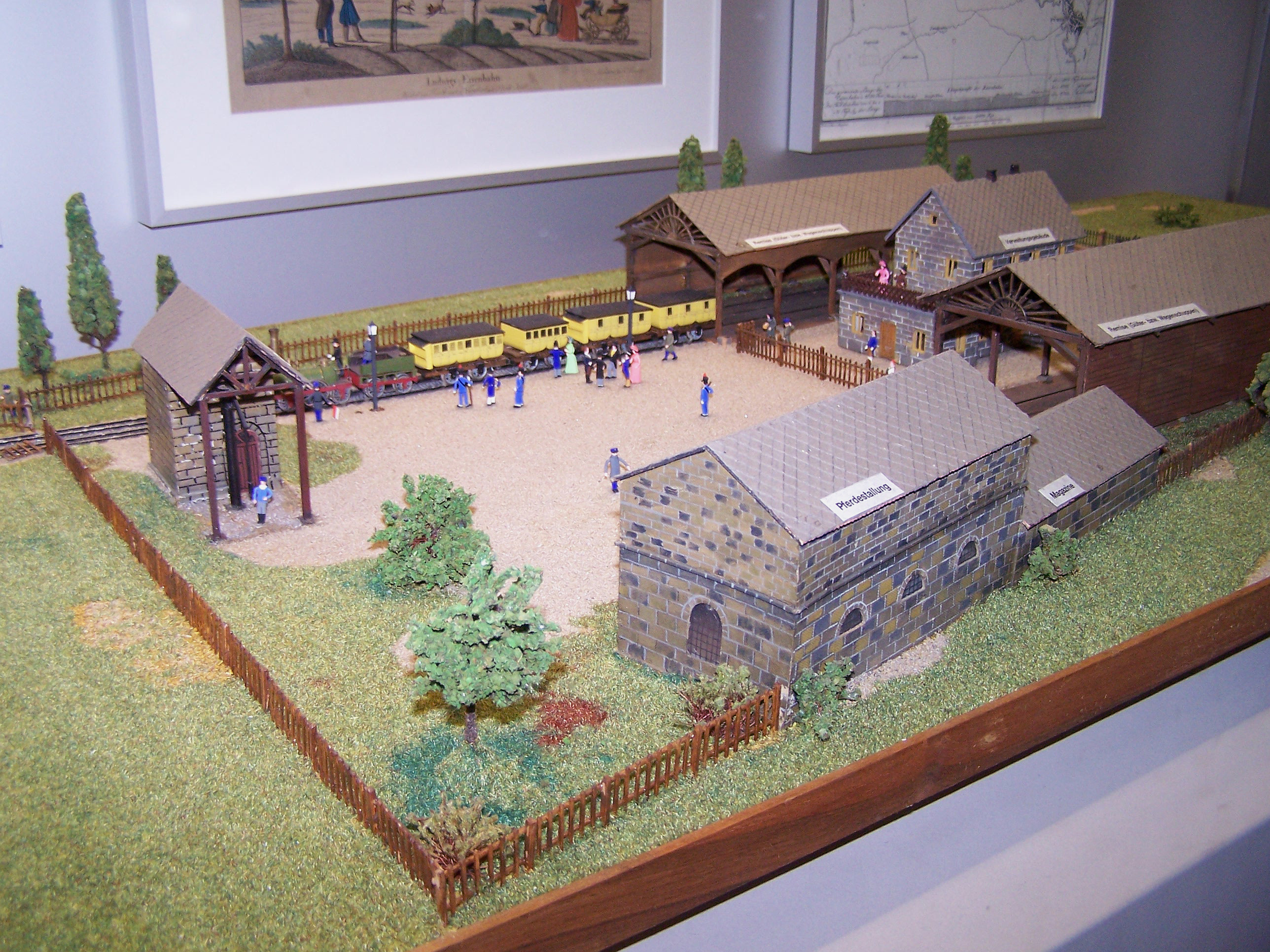
Modell des ersten Bahnhofs von 1835 der Bayerischen Ludwigsbahn in Nürnberg im Verkehrsmuseum Nürnberg

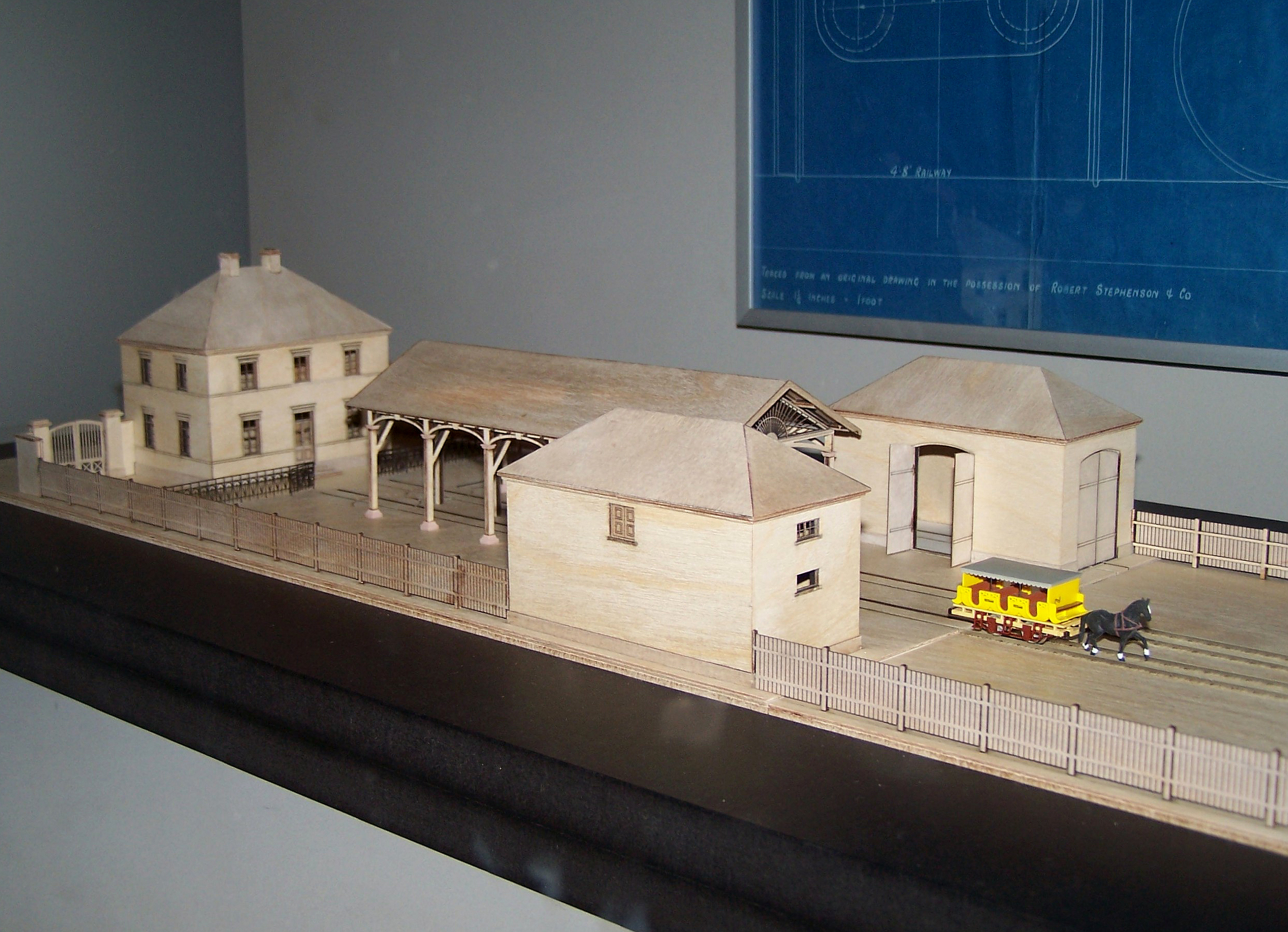
Modell des Bahnhofs der Bayerischen Ludwigsbahn in Fürth im Verkehrsmuseum Nürnberg

Platner suchte einen Techniker für den Eisenbahnbau nach dem Vorbild der Liverpool and Manchester Railway. Ursprünglich wollte sein Partner Scharrer 1833 einen deutschen Techniker zum Studium der englischen Eisenbahn nach England schicken. Über das Handelshaus Suse und Libeth in London wurde aus Kostengründen ein Kontakt zu der Firma von Robert Stephenson geknüpft. Dieser verlangte jedoch für seinen Mitarbeiter ein Jahresgehalt von 600 Pfund Sterling (damals etwa 7.200 Gulden). Dazu wären die Reisekosten und Spesen für einen Dolmetscher von etwa 2.400 Gulden gekommen. Platner war 1834 als Landtagsabgeordneter in München und lernte durch Vermittlung den kgl. Bezirksingenieur des Wasser- und Straßenbaufachs Paul Camille von Denis kennen, der sich auf Reisen durch Nordamerika und England mit den neuesten Errungenschaften des Eisenbahnwesens vertraut gemacht hatte.
König Ludwig unterstützte wegen seiner Vorliebe für den Bau des Ludwig-Donau-Main-Kanals vom Main zur Donau den Bahnbau eher widerwillig. Er erlaubte, der Bahn seinen Namen zu geben, und ermächtigte seine Regierung, die symbolische Zahl von zwei Aktien für den Staat zu kaufen. Von großer Bedeutung für den Bahnbau war jedoch, dass der spätere Erbauer der Taunus-Eisenbahn Paul Camille von Denis vom König für den Eisenbahnbau freigestellt wurde. Beim Bau übernahm er die englische Spurweite von 1435 mm für die fast schnurgerade, 6,04 km lange, eingleisige Strecke neben der Fürther Straße vom Nürnberger Plärrer nach Fürth.

## Schwierigkeiten zur Betriebseröffnung
Ursprünglich hatte man den Namenstag des Königs, den 25. August für die Eröffnung ins Auge gefasst, aber zu diesem Zeitpunkt war der Grunderwerb noch nicht einmal ganz abgeschlossen. Später musste die Eröffnung aus unterschiedlichen anderen Gründen mehrfach verschoben werden.
Mit der Mehrzahl der etwa 90 Eigentümer der benötigten Grundstücke war eine rasche Einigung möglich. Einige Kaufverhandlungen zogen sich jedoch von März 1834 bis September 1835 hin. Als besonders hartnäckig zeigte sich eine Grundstücksbesitzerin, die Witwe Sperr, die schließlich für ihr Grundstück im Nürnberger Burgfrieden einen völlig überzogenen Preis heraushandeln konnte. Ebenso war es bei einem Besitzer in Fürth, der „eineinhalb Morgen schlechten Landes“ für 1000 fl. verkaufte.
Ende September wurde der Dampfwagen, Wochen später als geplant, verpackt in 19 Kisten und in über 100 Einzelteile zerlegt, nach Rotterdam verschifft. Die Umstände dieses Transports nach Nürnberg lieferten den schlagenden Beweis, wie dringend Europa ein modernes Transportsystem benötigte: die 1500 Kilometer lange Reise von Newcastle in England nach Nürnberg zuerst per Segelschiff, dann mit dem Lastkahn und schließlich auf Fuhrwerken dauerte fast neun Wochen.
In Nürnberg bzw. Bayern und England wurde mit abweichenden Maßeinheiten gearbeitet. Der bayerische Fuß und der englische Fuß waren unterschiedlich. Die Spurweite wurde auf die der Stockton and Darlington Railway festgelegt, da Stephenson auf dem Maß von 4 englischen Fuß und 8,5 Zoll (1435 mm) beharrte. Die in Nürnberg bereits verlegten Gleise waren um 5/8 Zoll zu schmal. Der Abstand der Schienen musste entsprechend angepasst werden.

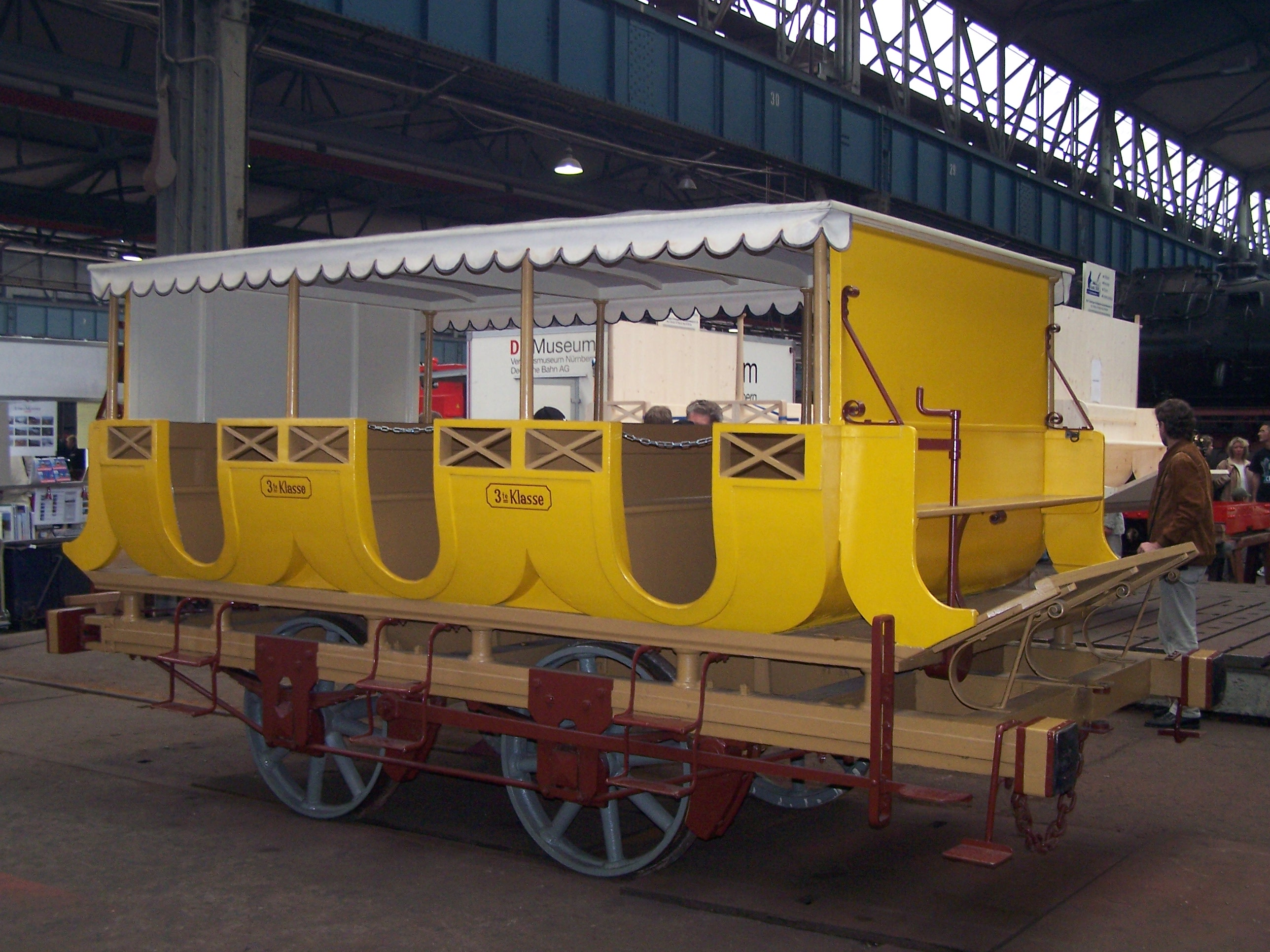
Nachbau von 1935 eines der ersten Waggons der Ludwigsbahn

Als der Dampfwagen am 26. Oktober 1835 vor Ort eintraf, lagen die Arbeiten an der Ludwigsbahn erheblich hinter dem Zeitplan. Erste Probefahrten mit den von heimischen Betrieben hergestellten Wagen (von denen der erste bereits seit Ende August betriebsbereit war) hatten auf einer Teilstrecke zwar schon stattfinden können, doch die Gesamtstrecke war noch nicht fertig. Beispielsweise mussten die Bremsen erprobt werden: am 21. Oktober fuhren 23 Passagiere in einem von einem Pferd gezogenen Eisenbahnwagen, denn es galt herauszufinden, ob die von Paul Denis konstruierte Bremse wunschgemäß funktionierte. Der Dampfwagen musste außerdem noch zusammengebaut und ausprobiert werden, das konnte ab dem 16. November geschehen. Weitere Fahrten folgten drei Tage später, diesmal mit fünf vollbesetzten Wagen. In 12 bis 13 Minuten fuhr der Zug in die Nachbarstadt Fürth. Auf der Rückfahrt wurden dann Bremsproben durchgeführt. Von da an fanden nachfolgend fast täglich Versuchsfahrten statt, sie verursachten einen großen Besucherandrang. Für 36 Kreuzer konnte jedermann (der es sich leisten wollte oder konnte) einmal mit der Eisenbahn fahren. Der Erlös ging an die Armenfonds beider Städte. Der Andrang und die Neugier waren so enorm, dass sich die Leute den Anordnungen der Polizeibehörden widersetzten, da sie alles aus der Nähe sehen wollten. Das wiederum behinderte aber auch die Vollendung des Bahnbaus, womit Ingenieur Denis seine liebe Not hatte. Ein weiteres Problem stellte sich in der Befeuerung des Adlers: auch hier mussten Versuche gemacht werden, welches Material am besten geeignet sei. Die ersten Versuche mit dem Heizen nur mit Holz schieden binnen Kurzem aus, da bei den Probefahrten die Kleider einiger Passagiere durch Funkenflug versengt wurden. Man verwendete anfangs teurere sächsische Kohle, aber auch nach Eröffnung wurde noch mit unterschiedlichen Kohlesorten experimentiert. William Wilson konnte keine Angaben über die bestmögliche Art der Befeuerung machen. Aus Kostengründen entschied man sich schließlich für eine Mischung aus Koks, Steinkohlen und Hartholz. Bei seinen drei Doppelfahrten täglich verschlang der Adler im Durchschnitt: 509 Pfund Kohlegemisch und 246 Pfund Holz.
Als ein weiterer Eröffnungstermin wurde der 24. November festgelegt, der aber auch nicht eingehalten werden konnte und so fiel die Eröffnung letztlich in den Dezember des Jahres 1835. König Ludwig I. war zu diesem Zeitpunkt auf einer Reise nach Griechenland zu seinem Sohn Otto. Eine ordentliche Terminplanung im Königshaus war somit nicht möglich und der König fehlte bei der Feier.

## Eröffnung

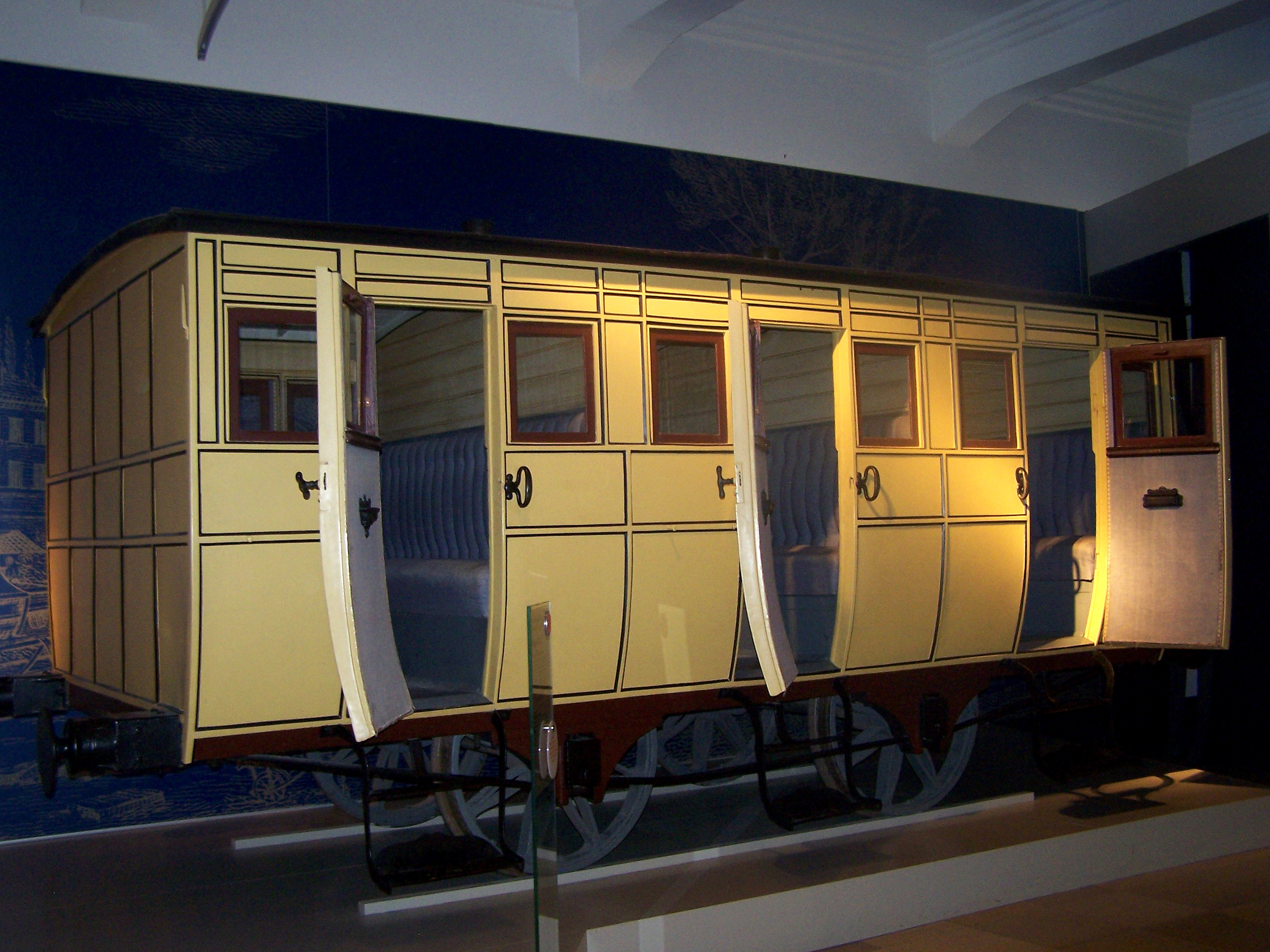
Wagen Nr. 8 der Bayerischen Ludwigsbahn im Verkehrsmuseum Nürnberg

Zum Eröffnungstag im Dezember 1835 gab es einen enormen Zulauf von Menschen, die in den eigens zu diesem Zwecke erbauten Zelten, Buden und Pavillons oder längs der ganzen Landstraße, der „Fürther Chaussee“ des neuen Schauspiels harrten. Die Lokalitäten der Eisenbahn waren reich mit den Landesfarben Bayerns geschmückt und an allen Wagen flatterten und wehten blaue und weiße Fähnchen. Am 7. Dezember 1835 konnte die private Königlich privilegierte Ludwigs-Eisenbahn-Gesellschaft die erste deutsche Eisenbahnstrecke mit der regelmäßigen Nutzung der Dampfkraft für den Personenverkehr vor großem Publikum eröffnen: um 9 Uhr ertönte am Nürnberger Ludwigsbahnhof ein Kanonenschuss und der Zug fuhr ab.
Zu Beginn der Feierlichkeiten hatte man sich um 8 Uhr versammelt, es spielte die Landwehrmusik des Kgl. Landwehr Regiments der Stadt Nürnberg. Man hatte extra einen eingezäunten Bereich des Bahnhofs in Nürnberg abgesteckt: auf einer Bühne waren die eingeladenen Repräsentanten der hiesigen Behörden und andere Gäste versammelt. Der Regierungspräsident des Rezatkreises (Mittelfranken) Joseph von Stichaner war als oberster Vertreter des Staates aus Ansbach angereist. Es waren die Herren Aktionäre, die königlichen Militär- und Zivilbehörden, dann die städtischen Behörden geladen und nahmen teils auf der errichteten Tribüne, teils im Hofraum der Gesellschaftslokalitäten Platz. Bürgermeister Binder bestieg die Estrade und hielt die Festrede, in der er sehr angemessen auf die Bedeutung des Unternehmens hinwies, sofern diese Eisenbahn als Anfangs- und Mittelpunkt eines Eisenbahnsystems zu betrachten wäre, das sich dereinst über Bayern, ja über ganz Deutschland erstrecken könnte. Der, nach einer Heideloffschen Zeichnung gefertigte, sehr einfache Denkstein mit der Inschrift „Deutschlands erste Eisenbahn mit Dampfkraft 1835“ auf der einen, und dem Namenszug König Ludwig I. auf der anderen Seite, wurde enthüllt und anschließend Sr. Majestät dem König ein Lebehoch gebracht. Anschließend bestieg man den Zug. Um 9 Uhr ertönte ein Kanonenschuss und William Wilson setzte den Zug unter Musik und Kanonenböller in Bewegung. Der „Adler“ brachte mit seinen neun mit Fahnen geschmückten Wagen die rund 200 geladenen Gäste nach Fürth. Dort wurde der Zug von königlichen und Städtischen Behörden empfangen. Die Gesellschaft begab sich in den Gasthof zum Kronprinzen von Preußen und nahm ein Frühstück zu sich. Um 10 Uhr erfolgte die Rückfahrt nach Nürnberg. Ihren Fortgang nahmen die Feierlichkeiten mit den geladenen Gästen am Nachmittag mit einem Festessen im Saal der Museumsgesellschaft in Nürnberg. Buchbindermeister Schnerr trug nach dem Mahl ein Festgedicht vor, anschließend klang die Eröffnungsfeier aus. Die Ludwigseisenbahn-Gesellschaft erhielt zahlreiche Glückwunschschreiben von Adelshäusern, auch von Konsul David Bartels aus Köln, der dem Projekt von Anfang an verbunden war. Hieraus erkennt man die große Aufmerksamkeit, die dem Projekt entgegengebracht wurde.
Der Zug der Premierenfahrt bestand aus drei Personenwagen erster Klasse, vier Wagen zweiter Klasse und zwei Wagen der dritten Klasse. Der Dampfwagenlenker Mr. William Wilson war an diesem Tag besonders festlich mit einem Frack bekleidet und trug einen Zylinderhut auf dem Haupt, sein Heizer auf dieser Fahrt war Johann Georg Hieronymus aus Nürnberg. Die Fahrt wurde an diesem Tage noch zweimal um 11 Uhr und 1 Uhr nachmittags wiederholt. Die vierte Fahrt des Tages, eine Freifahrt für das allgemeine Publikum, verließ den Nürnberger Ludwigsbahnhof um 2 Uhr nachmittags.

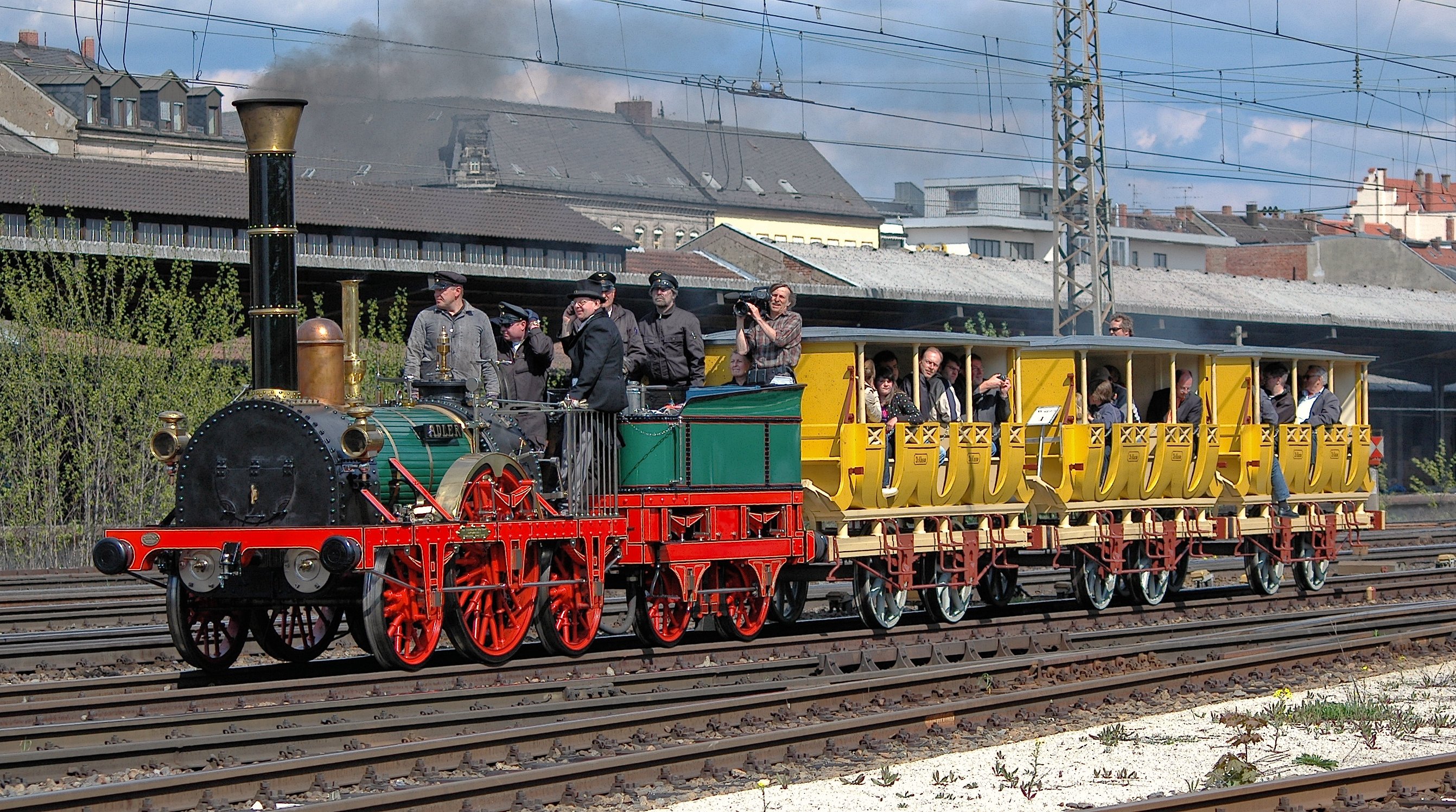
Nachbau der ersten deutschen Lokomotive Adler im Mai 2008 in Fürth

Die Dampflokomotive Adler hatte man samt ihrem Lokomotivführer, dem Ingenieur William Wilson, von Stephenson aus Newcastle kommen lassen. Die nur 15 Fuß langen Schienen aus gewalztem Schmiedeeisen lieferte die Fa. Remy & Co. (heute Rasselstein) bei Neuwied, die Wagen wurden von heimischen Wagenbauern erstellt.
Die Ludwigseisenbahn-Gesellschaft war damit die erste für den Personenverkehr konzipierte Bahn in Deutschland, die regelmäßig eine Dampflokomotive einsetzte. Die bereits am 20. September 1831 zwischen Hinsbeck an der Ruhr und Nierenhof eröffnete schmalspurige Prinz-Wilhelm-Eisenbahn war eine private pferdegezogene Kohlenbahn, die von der Öffentlichkeit nicht in der Form wahrgenommen wurde wie die dampfbetriebene und Fahrgäste befördernde normalspurige Ludwigsbahn.

## Betriebseröffnung

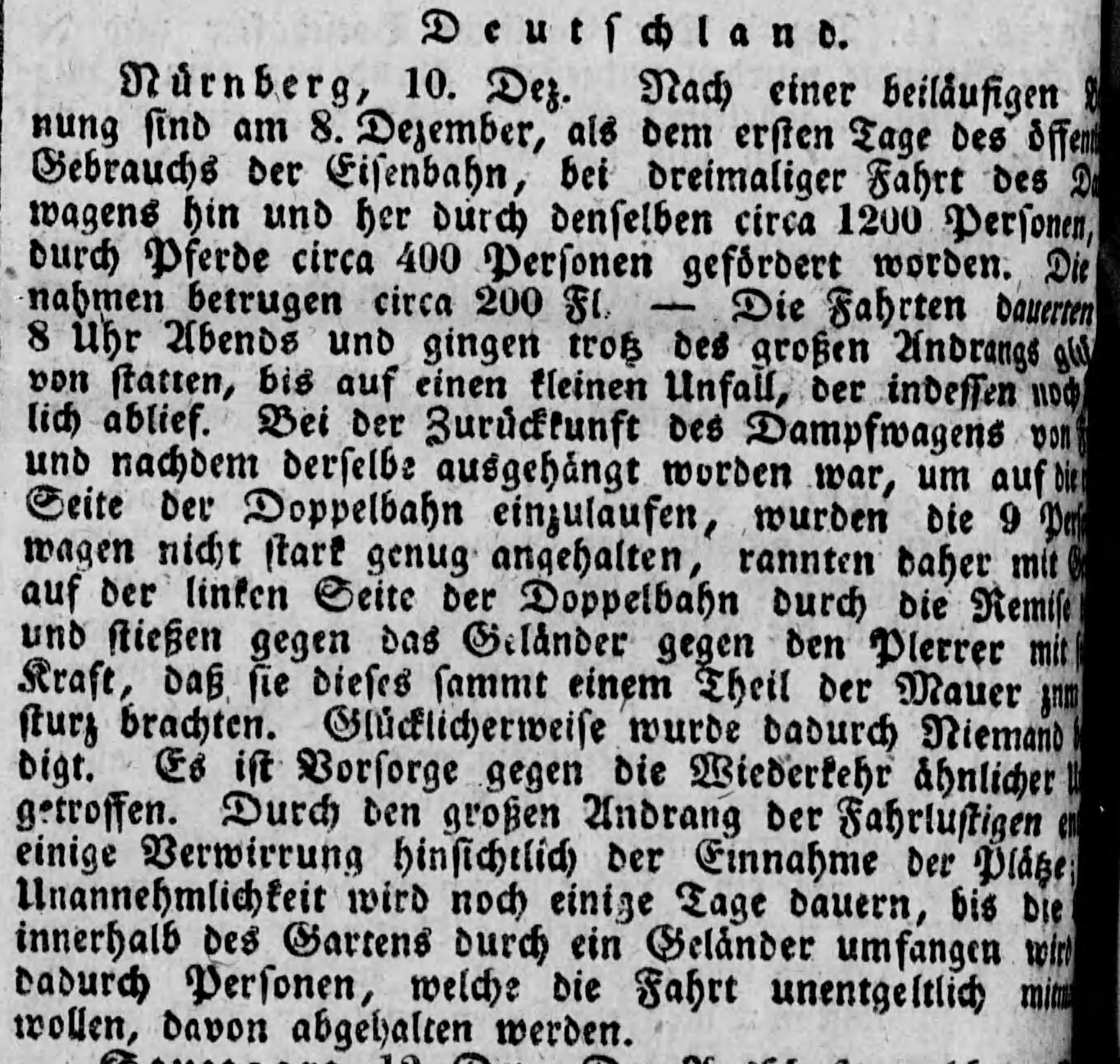
Zeitungsbericht zur Betriebseröffnung

Ab dem 8. Dezember nahm dann die Bahn ihren regel- und fahrplanmäßigen Betrieb auf. Die Allgemeine Preußische Staatszeitung meldete 1200 Fahrgäste für den Dampfwagen bereits am Eröffnungstag. Auch ein erster Eisenbahnunfall wurde vermeldet, glücklicherweise ohne Personenschaden.
König Ludwig I. hatte jedoch erst im August des Folgejahres Zeit, sich die erbaute Eisenbahn anzusehen, die seinen Namen trug. Am 16. August 1836 besuchte er die Nymphe Noris und am Folgemorgen auch Deutschlands erste Bahnstrecke. Vor den Ludwigsbahnhöfen wurden ihm zu Ehren Ehrenpforten aufgebaut, von Professor Heideloff aus Nürnberg entworfen. Nachdem die üblichen Gedichts-, Musikvorträge und Honoratiorenvorstellungen beendet waren, fuhr der König im geschmückten Zug mit normaler Geschwindigkeit vom Plärrer aus nach Fürth. Unterwegs ließ er sich an der sogenannten „Fürther Kreuzung“ noch über den Kanalbau informieren. Nachdem auch in Fürth die üblichen Ehrenzeremonien absolviert waren, erfolgte auf ausdrücklichen Wunsch des Regenten die Rückfahrt als Schnellfahrt. Der Adler-Zug erreichte mit nur drei Wagen in 5¾ Minuten seinen Ausgangsbahnhof in Nürnberg. Lokomotivführer William Wilson musste wahrscheinlich den Dampfdruck um 1 bis 2 bar erhöhen um die gefahrene Geschwindigkeit von ca. 60 km/h zu erreichen. Die Lokomotivführer waren zu dieser Zeit darin nicht zimperlich. Ludwig I. äußerte ferner den Wunsch, den Zug in schneller Fahrt an sich vorbeiziehen zu sehen. Von einem Aussichtsplatz beobachtete er wie der Zug, besetzt mit jubelnden Passagieren, in rascher Fahrt an ihm vorbeifährt.
Der mit 132.000 Gulden veranschlagte Bau kostete tatsächlich 170.000 Gulden. Mangels Erfahrungen beim Eisenbahnbau und durch die damals noch nicht vorhandenen Enteignungsgesetze kam es zu dieser Preissteigerung. Bayern reagierte und erließ nach Baden (1835) im Jahr 1837 eigenständige Enteignungsgesetze.

## Fahrbetrieb
Ab 8. Dezember 1835 fuhr nun stündlich ein pferdebespannter Zug von Nürnberg nach Fürth und zurück. Die Pferdezüge bestanden entweder aus einem Pferd und zwei Wagen oder aus zwei hintereinandergespannten Pferden mit vier bis fünf Wagen. Mit dem Pferdzug waren die Fahrgäste rund 24 Minuten unterwegs. Nur um 13 Uhr und 14 Uhr zog täglich der Adler den Zug. Die hohen Preise für die aus Sachsen einzuführende Steinkohle, anfangs noch per Fuhrwerk, verhinderten in den ersten Jahren einen häufigeren Einsatz des Adler. Zudem wollte man die sündhaft teure Lok schonen, die auch zwei Stunden zum Aufheizen brauchte. Seit der Anschaffung weiterer Lokomotiven wurden nur noch die Früh- und Spätzüge mit Pferden als Zugtiere betrieben. Erst im Jahre 1862 wurde der Pferdebetrieb (sie waren nur noch zum Rangieren in Doos (Stadtgrenze) gebraucht worden) aufgegeben und die drei letzten Pferde verkauft, unter anderem aus Wartungs- (Lauffläche für die Pferde), aber auch aus Geschwindigkeitsgründen (Bremsfaktor Pferde).
Von Anfang an war die Bahn ein voller Erfolg: zum einen wegen der Zeitersparnis und zum anderen, weil die Fahrpreise mit 12 Kreuzern für die I. Klasse, 9 Kreuzern für die II. Klasse und 6 Kreuzern für die III. Klasse von Scharrer klug kalkuliert waren. Die I. Klasse war genauso teuer wie die wesentlich langsamere Fiakerfahrt und die III. Klasse so günstig, dass sie sich fast jeder leisten konnte. Hinzu kam, dass die Lokomotive selbst anfangs viele neugierige Fahrgäste anzog, genau wie Lokführer William Wilson: der lange Engländer wurde bald zu einer echten Attraktion. 1835/36 wurden 449.399 Fahrgäste durch 2.364 Dampf- und 6.100 Pferdefahrten befördert und 37.381 Gulden als Überschuss erwirtschaftet, 1836/37 waren es 467.304 Personen – damit etwa doppelt so viele wie erwartet. Gerade die Aktionäre freuten sich über diesen großen Zuspruch, denn sie erhielten eine noch deutlich höhere Rendite (20 Prozent) als die versprochenen zwölf Prozent ausgezahlt. Wie rege die Nutzung der Bahn in den ersten Jahrzehnten war, zeigt die Gewinnsituation: bis 1855 wurden nie unter 12 % Dividende gezahlt. Ein weiterer Ausbau der Strecke, u. a. nach Würzburg, wurde der Gesellschaft vom Staat verwehrt.

„Der sechste Bericht über die Nürnberg-Fürther-Eisenbahn liefert den erfreulichen Beweis, daß dieses Unternehmen auch die kühnsten Erwartungen fortwährend übertrifft.“

1836 wurde der Pfeil als Reservemaschine angeschafft, ebenfalls von Robert Stephenson & Co. unter der Fabriknummer 148 geliefert, er wurde 1853 verkauft. Ob die beiden Dampfwagen mit Namensschildern „ADLER“, „PFEIL“ oder „DER ADLER“, „DER PFEIL“ bzw. mit Symbolen gekennzeichnet waren, ist momentan nicht eindeutig klär- bzw. belegbar, da sich in der Literatur die unterschiedlichsten Hinweise zu diesem Thema finden. Bis 1891 trugen die Lokomotiven in Bayern Namen.
1914 verkehrten die Personenzüge zwischen 5:30 und 0:30 Uhr im Halbstunden- bis Viertelstundentakt mit einer Fahrzeit von 10 bis 12 Minuten.

### Gleichschaltung der Uhren
Da Fürth eine andere Ortszeit als Nürnberg hatte, entstand die Notwendigkeit, die Uhrzeiten zwischen beiden Orten zu synchronisieren. Durch die Eisenbahnverbindung wurden unterschiedliche Zeiten zum ersten Mal zum Problem, denn die exakte Abfahrtszeit war nun von Bedeutung. Als man dann feststellte, dass die Uhr der katholischen Kirche in Fürth falsch ging, war die Empörung groß. Die Fahrten waren nicht pünktlich. Der Magistrat erließ deshalb die Anweisung, die Kirchenuhr nach der Eisenbahnuhr zu stellen.

### Güterverkehr
Die Ludwigsbahn war von Anfang an für den Personenverkehr konzipiert und ausgelegt worden. Deshalb wurden in den ersten Jahren auch keine Güterwagen im Bestand geführt (der höchste Bestand an Güterwagen waren deren 10 zu 44 Personenwagen). Die Statuten der Eisenbahngesellschaft von 1836 führten indes den Transport von Waren ausdrücklich als einen ihrer Zwecke auf. Den ersten Warentransportantrag eines Nürnberger Kaufmanns im Mai 1836 lehnten die Verantwortlichen aber noch ab.
Erstmals kam es am 11. Juni 1836 zu einem vorerst einmaligen Gütertransport (zwei Fässer Bier unspektakulär in der dritten Klasse). Direktor Scharrer schrieb hierzu an Bierbrauer Lederer: „Dem Bierbrauer Herrn Lederer wird gestattet, mit dem ersten nach Fürth gehenden Wagen zwei Fässchen Bier an den Wirt zur Eisenbahn gegen Vergütung von sechs Kreuzern per Fässchen für Transportlohn zu senden, unter der Bedingung, daß solche jedes Mal von dem Wirt bei Ankunft des Wagens sogleich abgenommen werden. Der Herr Direktoralkommisär Dr. Löhner wird daher beauftragt, Sorge zu tragen, daß dieser kleine Anfang des Gütertransports in gehöriger Ordnung vor sich gehe, um solchen vielleicht späterhin ins Große ausdehnen zu können. Da der Personentransport nach Fürth ohnehin nicht zahlreich ist, so wird solches um so leichter auszuführen sein.“
Ein „regulärer“ Güterverkehr kam vorerst nicht auf. Die Ludwigseisenbahn nahm zwar in den Folgejahren (gegen Überlassung von zwei Freiexemplaren) einige Exemplare des „Korrespondenten von und für Deutschland“ mit nach Fürth, jedoch erst im Oktober 1837 und Mai 1838 diskutierte man über einen planmäßigen Gütertransport.
Im August 1839 wurden zwei Fürther Metzger vorstellig und ersuchten um wöchentliche Viehtransporte; nun erklärte man sich bereit, diese durchzuführen. Von da an kam es nach dem Umbau von zwei ausrangierten Personenwagen zu einem regulären Güterverkehr. Der Großteil der Gewinne wurde jedoch aus der stets voll besetzten dritten Klasse erwirtschaftet.

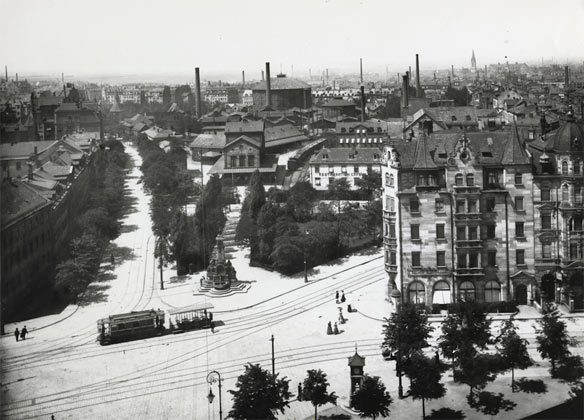
Der Nürnberger Ludwigsbahnhof (Mitte) am Plärrer und das Anschlussgleis zur Gasfabrik, 1905

Unweit des Nürnberger Endbahnhofs am Plärrer wurde 1852 eine Gasfabrik eröffnet, die zur Anlieferung von Kohle einen eigenen Gleisanschluss mit einer Drehscheibe und einem 80 Meter langen Stichgleis ins Werksgelände erhielt. Über die Gleise der Ludwigsbahn erhielt sie zunächst rund 400 Wagenladungen Kohle im Jahr, 1855 waren es bereits über 7000 Güterwagen. Bei der Verlängerung des Anschlussgleises 1871 um 30 Meter wurde eine Gleiswaage mit eingebaut.
1872 hatte die Ludwigseisenbahn einen „beschränkten Güterverkehr“.
1880 wurden über den Gaswerkanschluss 10.000 Tonnen, 1888 20.000 und 1904 60.000 Tonnen Kohle umgeschlagen. Dieser Verkehr endete mit der Eröffnung des Gaswerk an seinem neuen Standort in Sandreuth am 1. Oktober 1904.

## Strecke

Historischer Streckenplan der Ludwigsbahn

### Verlauf
Die Trasse führte vom Bahnhof in direkter Nähe des Plärrers in Nürnberg über die heutige Fürther Straße über die Stadtgrenze nach Fürth und folgte der gegenwärtig als Hornschuchpromenade bekannten Allee bis zum Ludwigsbahnhof auf der Fürther Freiheit.

### Betriebsstellen

#### Nürnberg Ludwigsbahnhof
Der Nürnberger Ludwigsbahnhof als Ausgangspunkt der Strecke lag am Beginn der „Fürther Straße“ zum Spittlertor hin und nicht in der „Südlichen Fürther Straße“. Das Empfangsgebäude wurde im Jahr 1835 errichtet und stellte zusammen mit dem Fürther Ludwigsbahnhof die ersten Bahnhöfe in Deutschland dar. 1836 wurde der Nürnberger Ludwigsbahnhof wie folgt beschrieben:

„In Nürnberg befinden sich zu den Seiten der Bahn zwei Remisen, jede von 51 Fuß lang und 28 Fuß breit zur Aufstellung der Wagen, die über vier Drehscheiben und der amerikanischen Plattenschienenverbindung von der einen Remise in die andere gebracht werden können. Das Gebälk des Dachs der Remisen ist 17 Fuß über den Boden, damit der Dampfwagen mit seinem ausgerichteten Kamin es nicht berührt. Jede dieser Remisen ruht auf 14 Stück 16 Fuß und 5 Zoll langen, 10 Zoll im Durchmesser bestehenden Säulen. Das Dach ist mit Schiefer gedeckt, die Seiten sind mit Latten verschlossen, diese ruhen auf eichenen Grundschwellen. Die Plattschienen, auf welchen die Spurkränze laufen, bestehen aus eingewalztem Eisen. An den Seiten dieser Schienen sind Einschnitte zur Aufnahme der Spurkränze der Wagen. In der Remise befindet sich zwischen den Bahngeleisen ein ausgemauertes Loch von 14 Fuß Länge, 4 Fuß Breite und 3 Fuß Höhe, über welchem der Dampf- und andere Wagen aufgestellt werden, wenn an denselben Arbeiten vorgenommen werden müssen.“

Die ursprüngliche Anlage in Nürnberg am Plärrer wurde 1872 durch einen größeren Neubau ersetzt.
Das Bahnhofsgebäude wurde 1951 wegen des Straßenbaus vor dem neuen Plärrerhochhaus abgerissen.

#### Nürnberg-West
Der Bahnhof Nürnberg-West wurde 1895 eröffnet.

#### Muggenhof
Der Haltepunkt Muggenhof wurde 1862 eingerichtet.

#### Fürther Kreuzung

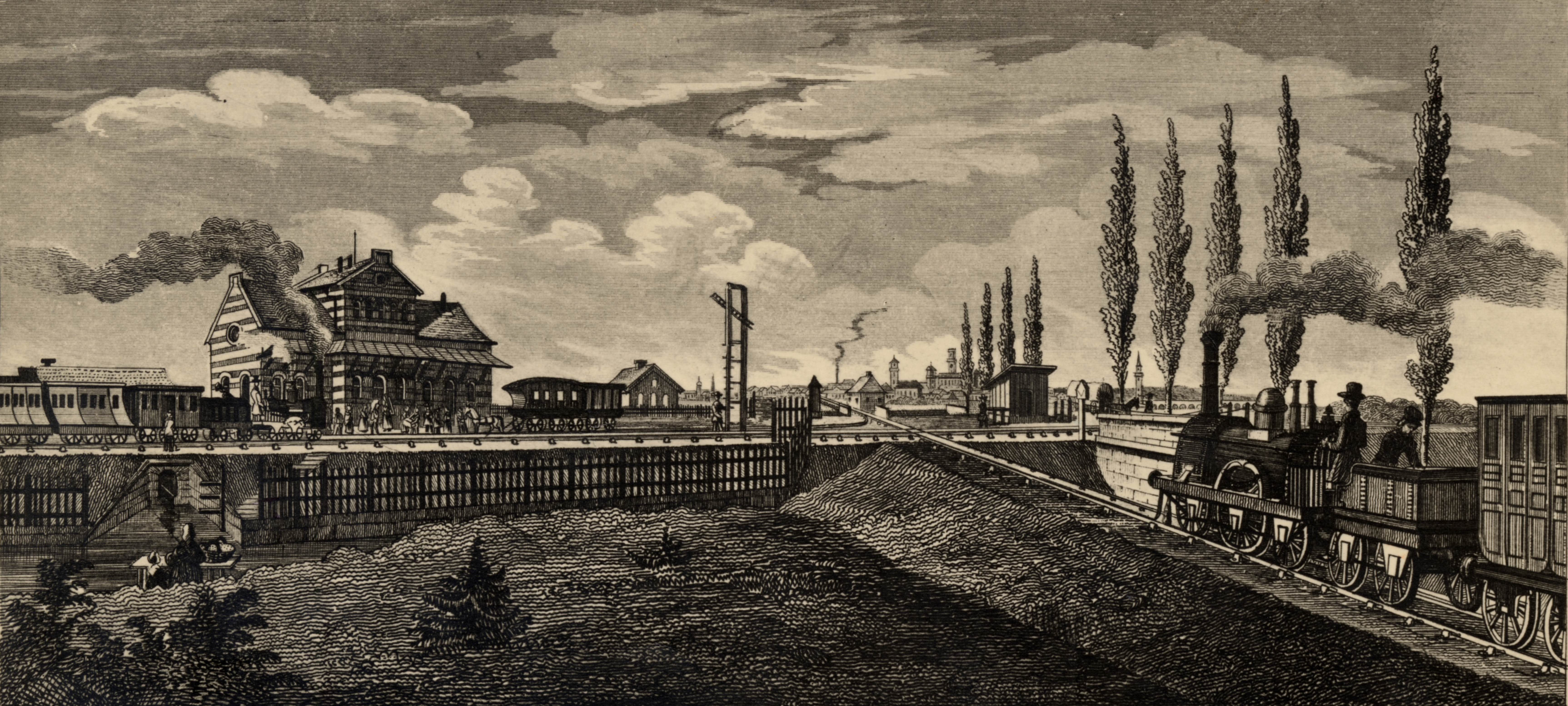
Die Fürther Kreuzung um 1845, rechts die Ludwigseisenbahn

1844 entstand die Fürther Kreuzung, ein Bahnknotenpunkt an der Kreuzung der Ludwigseisenbahn mit der vom Staat gebauten Ludwig-Süd-Nord-Bahn. Sie war die erste Umsteigestation zwischen zwei Eisenbahnen in Süddeutschland. Die Betriebseröffnung der „Fürther Kreuzung“ fand am 15. Oktober 1844 statt.
Fahrgäste zwischen Fürth und dem Nürnberger Centralbahnhof der Staatsbahn mussten dort zwischen den Personenzügen der beiden Bahnen umsteigen. Da die Ludwigseisenbahn bis 1865 das Privileg der Personenbeförderung zwischen den beiden Städten besaß, war die Führung von direkten Zügen nicht möglich. Güterwagen konnten hingegen über ein Verbindungsgleis direkt zwischen der Staatsbahn und der Ludwigseisenbahn überführt werden. Hierzu entstand nahe der Fürther Kreuzung um 1860 auch der heute noch bestehende Lokschuppen in Fürth für Rangierlokomotiven. Das hohe Gewicht der Güterwagen machte eine Verstärkung des Oberbaus erforderlich.
Die Fürther Kreuzung existierte bis 1876, als ungefähr auf der Höhe als Ersatz der Bahnhof Nürnberg-Doos gebaut wurde.

#### Fürth-Ost

Der Haltepunkt Fürth-Ost an der Königswarterstraße

Der Haltepunkt Fürth-Ost wurde 1895 eröffnet.

#### Fürth Ludwigsbahnhof
Der Bahnhof in Fürth lag auf der heutigen Fürther Freiheit. Das Empfangsgebäude wurde im Jahr 1835 errichtet und stellte zusammen mit dem Nürnberger Ludwigsbahnhof die ersten Bahnhöfe in Deutschland dar. Das Gebäude wurde 1938 abgerissen, als die Nazis Platz brauchten für ihre Aufmärsche und später einen Standort für ein Flakgeschütz. Anlässlich des Baus des U-Bahnhof „Stadtgrenze“ wurde das letzte Bahnwärterhaus der alten Ludwigsbahn, bekannt auch als ältestes Bahnwärterhaus Deutschlands, abgerissen. Aufgrund der schwierigen Form und Lage blieb der Platz bis heute jedoch unbebaut. Das letzte Baudenkmal der Strecke fiel mit seinem Abriss am 10. August 1967 der Spitzhacke zu Opfer. Als eines der wenigen Überbleibsel aus der Betriebszeit besteht der Lokschuppen von 1860, südwestlich des U-Bahnhofs Stadtgrenze gelegen, in einem desolaten Zustand. Er diente als Standplatz für Rangierlokomotiven der Staatseisenbahn, die zunächst den Austausch von Waggons der Ludwig-Süd-Nord-Bahn und der Ludwigseisenbahn gewährleisteten. Er wird in Fürth in der Denkmalliste geführt. Nach einem Brand vor mehreren Jahren war er mit offenem Dachstuhl der Witterung ausgesetzt. Im Juli 2018 wurde das Dach provisorisch mit Folie abgedeckt.

## Stilllegung
Mit dem Bau der Pferdestraßenbahn von Nürnberg nach Fürth entlang der Ludwigsbahn entstand 1881 spürbare Konkurrenz, vor allem als diese 1896 elektrifiziert wurde. Da half auch der teilweise zweigleisige Ausbau der Ludwigsbahn ab 1893 nichts mehr. Nutzung und damit der Ertrag gingen nun laufend zurück.
Die Ludwigseisenbahn stellte ihren Betrieb am 31. Oktober 1922 bedingt durch die Inflation ein. Nachdem sich abzeichnete, dass der Betrieb nicht mehr aufgenommen werden würde, wurde am 5. Juni 1925 das verbliebene rollende Material entsorgt, die Betriebsmittel verkauft und die Gleise abgebrochen. Der Nürnberger Alteisenhändler Hermann Hirschmann kaufte das verbliebene rollende Material und ließ es zur Eisenverwertungsgesellschaft am Dutzendteich bringen. Deshalb wurde ein Zug mit allem zusammengestellt, der von der notdürftig reparierten LEG-Lok „Bavaria“ gezogen wurde. Er bestand aus drei kalten Lokomotiven, 22 Personenwagen, sowie 2 Packwagen. Auf einer der Loks stand mit Kreide geschrieben: „Der Ersten Eisenbahn letzte Fahrt“.
Die Grundstücke der ehem. Trasse wurden an die Nürnberg-Fürther Straßenbahn zur Errichtung einer Schnellstraßenbahn-Linie verpachtet und am 1. Juli 1964 an die Städte Nürnberg und Fürth verkauft. Auf Beschluss der Hauptverwaltung erfolgte im Jahr 1967 die Auflösung der Ludwigseisenbahn AG. An dem noch verbliebenen Aktienkapital in Höhe von 400000 Mark war die Stadt Fürth mit mehr als 50 % beteiligt, dagegen hielt die Stadt Nürnberg ca. 25 % der Aktien. Am 18. August 1967 vermerkte die Süddeutsche Zeitung in ihrer Ausgabe: „Mit dem dürren Beschluss über die Auflösung der Gesellschaft ist ein Kapitel deutscher Eisenbahngeschichte zu Ende.“ Im Dezember 1974 wurde die Ludwigs-Eisenbahn-AG schließlich aus dem Handelsregister gelöscht.

## Lokomotiven und Wagen
Die Ludwigsbahn besaß während ihres 87-jährigen Fahrbetriebs nicht nur die Adler-Maschine, sondern eine ganze Reihe von Lokomotiven. Einzelne davon waren gebraucht gekauft worden, viele wurden bei der Stilllegung verkauft.

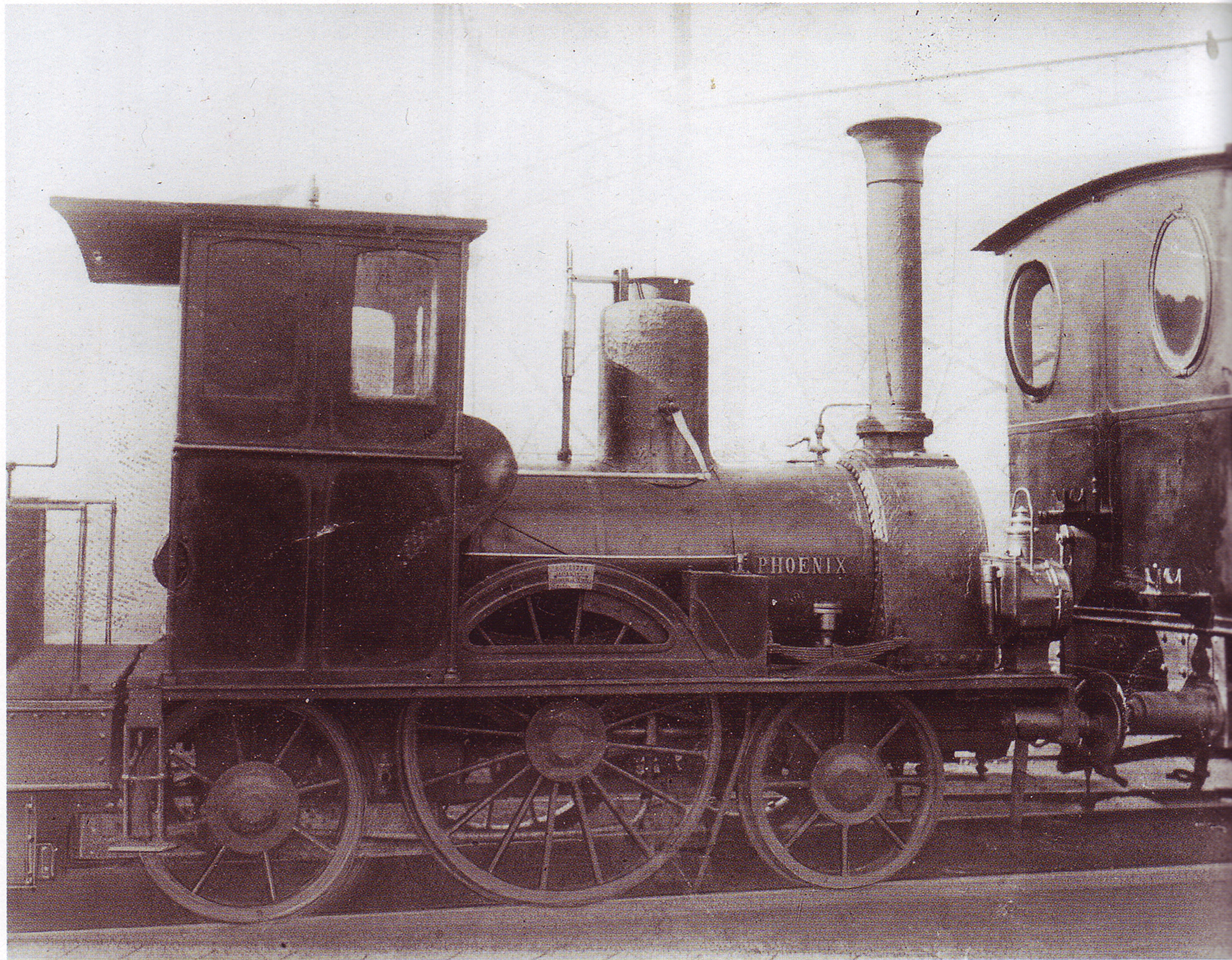
Lokomotive Phoenix von 1857
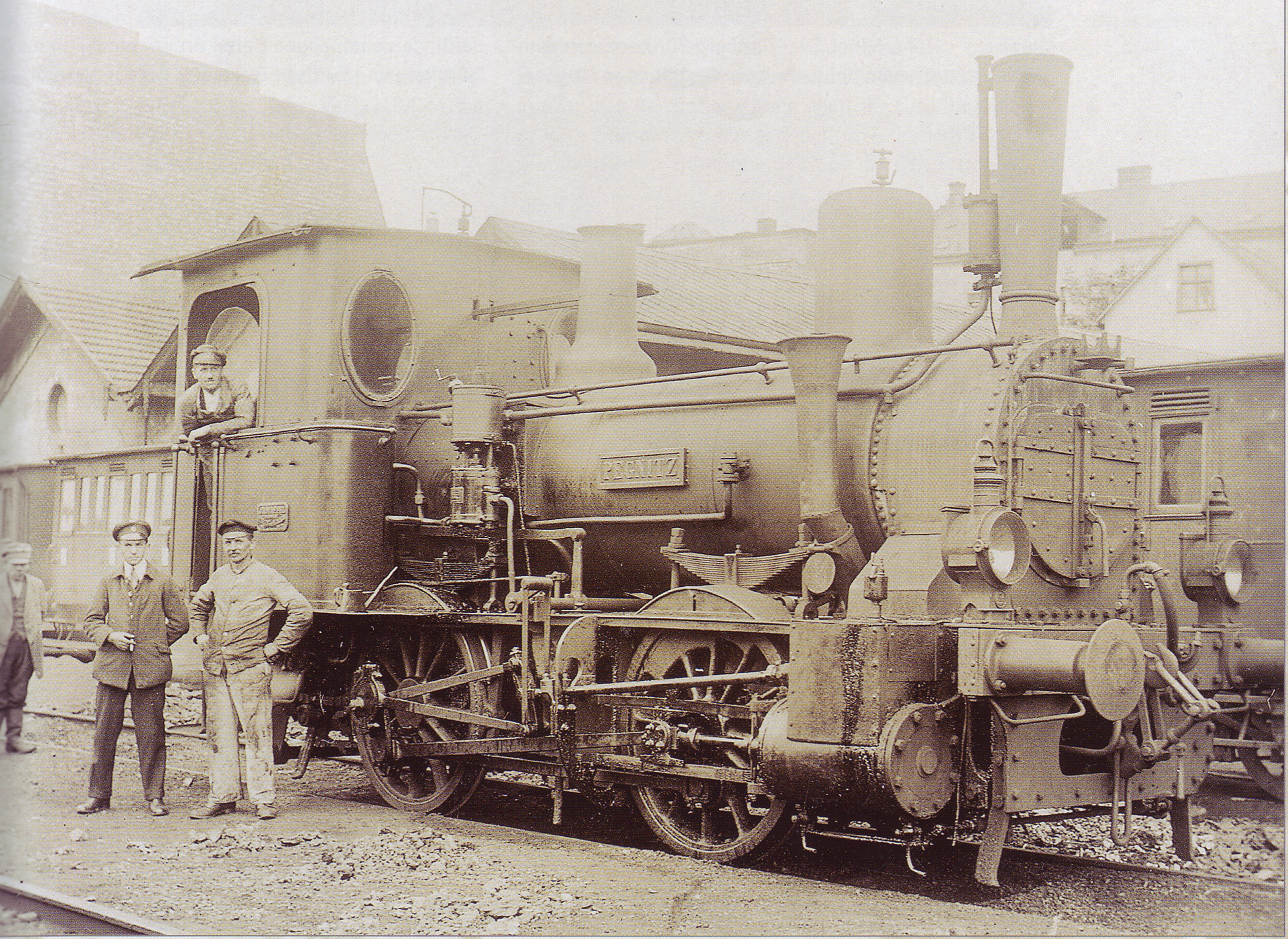
Lokomotive Pegnitz von 1880
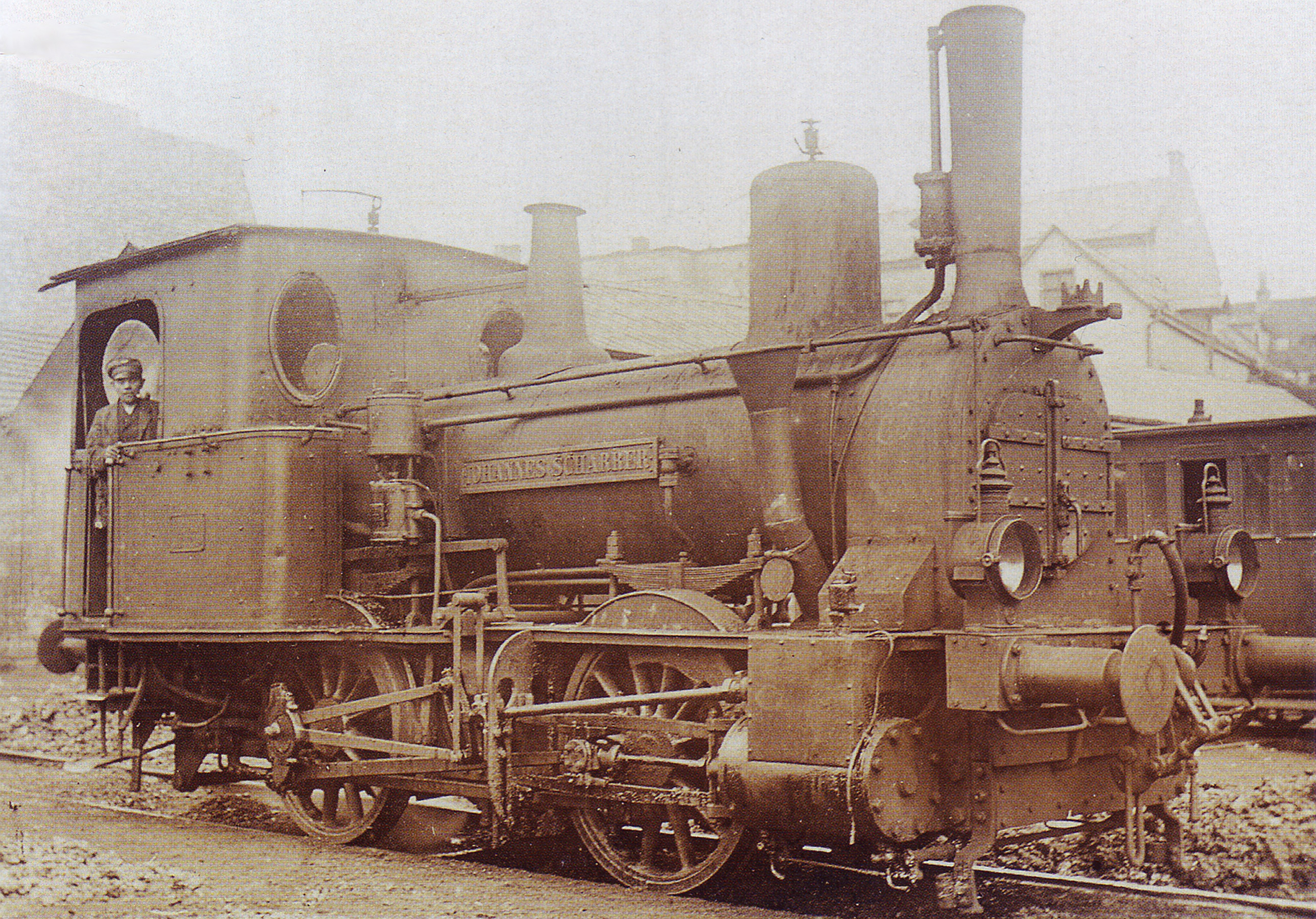
Lokomotive Johannes Scharrer von 1887
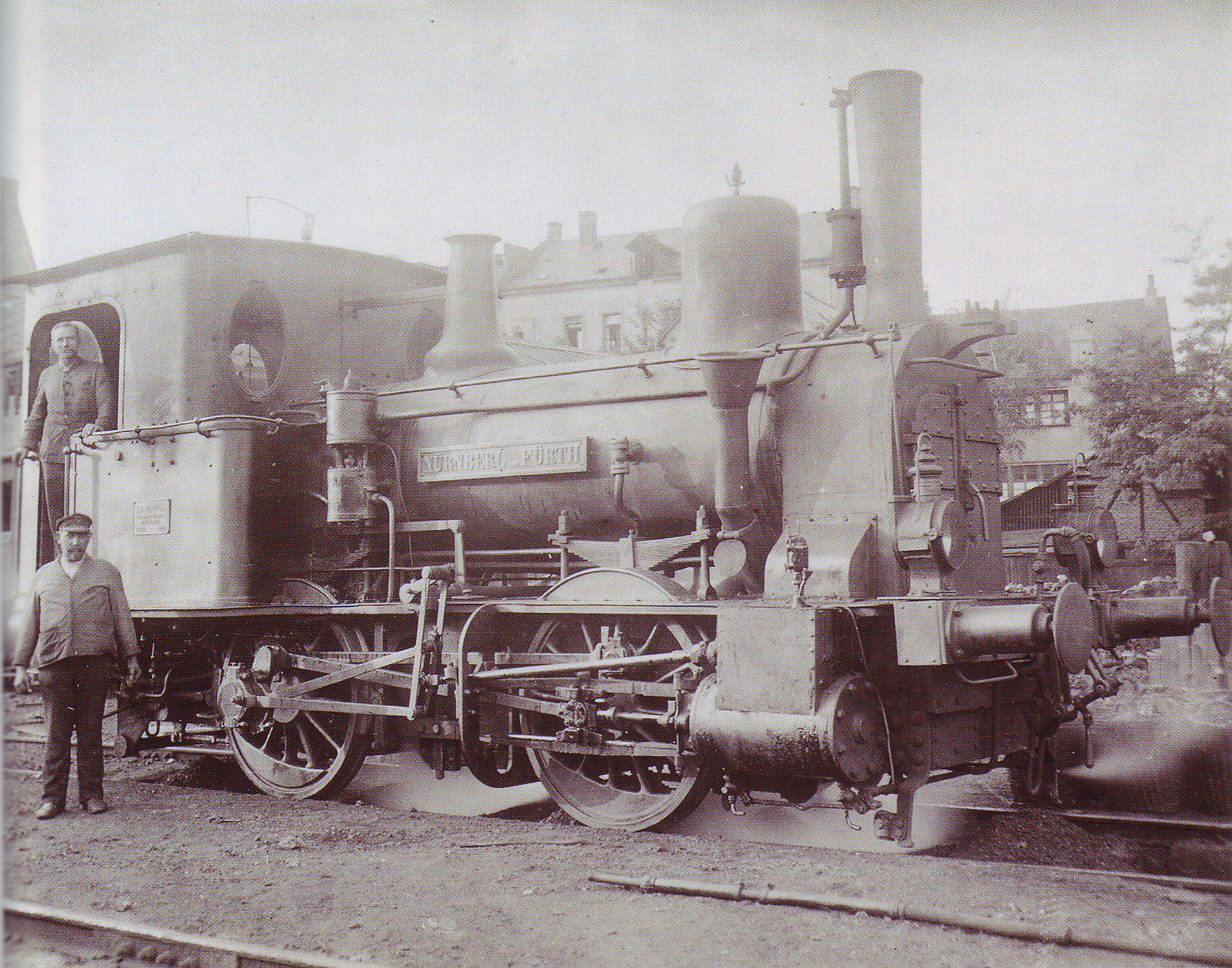
Lokomotive Nürnberg-Fürth von 1889

| Name                 | Bauart | Hersteller/ Fabr.-Nr. | bei Ludwigs- bahn seit | Verbleib                             |
| -------------------- | ------ | --------------------- | ---------------------- | ------------------------------------ |
| Adler                | 1A1    | Stephenson 1835/118   | 1835                   | 1857 verk.                           |
| Pfeil                | 1A1    | Stephenson 1836/148   | 1836                   | 1852 stillgelegt, verk.              |
| Nürnberg-Fürth       | 1A1    | Henschel 1852/14      | 1852                   | 1889 +                               |
| Phoenix              | 1A1    | Maffei 1853/127       | 1853                   | 1889 +                               |
| Adler II             | 1A1    | Maffei 1857/279       | 1857                   | 1889 +                               |
| Johannes Scharrer    | 1A1    | Henschel 1865/108     | 1865                   | 1887 +                               |
| Faust                | 1A1    | Maffei 1845/6         | 1872                   | 1881 +                               |
| Henlein              | 1A1    | Maffei 1845/8         | 1873                   | 1880 +                               |
| Wallenstein          | 1A1    | Kessler 1845/30       | 1875                   | 1885 +                               |
| Bavaria              | Bn2t   | Maffei 1879/1204      | 1879                   | 1923 verk.                           |
| Pegnitz              | Bn2t   | Maffei 1880/1224      | 1880                   | 1923 verk. an das Tafelwerk Nürnberg |
| Franconia            | Bn2t   | Maffei 1881/1248      | 1881                   | 1923 verk.                           |
| Daniel Ley           | 1Bn2t  | Maffei 1886/1414      | 1886                   | 1923 verk.                           |
| Johannes Scharrer II | Bn2t   | Maffei 1887/1453      | 1887                   | 1923 verk.                           |
| Nürnberg-Fürth II    | Bn2t   | Maffei 1889/1538      | 1889                   | 1923 verk.                           |
| Germania             | 1Bn2t  | Maffei 1906/2511      | 1906                   | 1923 verk.                           |
| Ludwig               | 1Bn2t  | Maffei 1906/2549      | 1906                   | 1923 verk.                           |

Zahl der Lokomotiven (Zeitachse nicht linear)

Die Lokomotive Adler ging trotz ihrer eisenbahngeschichtlichen Bedeutung verloren. Sie wurde 1857 als inzwischen technisch veraltet ausgemustert und ohne Räder zum Schrottpreis verkauft. Die im Jahre 1935 beim 100-jährigen Jubiläum der Deutschen Eisenbahnen eingesetzte Lokomotive „Adler“ war ein Neubau für dieses Jubiläum nach alten Unterlagen. Sie wurde 2005 zusammen mit vielen anderen Museumslokomotiven beim Brand des Ringlokschuppens im Bahnbetriebswerk Nürnberg West schwer beschädigt. Der Wiederaufbau des fahrtüchtigen Nachbaus im Dampflokwerk Meiningen wurde Ende 2007 abgeschlossen. Der Personenwagen Nr. 8 von 1835 (zweite Wagenklasse) blieb erhalten, da Ludwig I. 1836 mit ihm gefahren sein soll.
Seit April 2008 finden unregelmäßig Fahrten des Adler-Nachbaus statt. Häufig verkehrt der Zug dabei zwischen Nürnberg und Fürth, mitunter aber auch auf anderen Strecken, wie 2010 auf dem Gelände des DB Museums in Koblenz-Lützel.
Bei den Wagen lag der höchste Bestand 1893: 44 Personenwagen, 1 Gepäckwagen und 10 Güterwagen.